# Tesla Roadster
Tesla Roadster este un supercar automobil electric pe baterie (VEB) produs de firma Tesla Motors din California, Statele Unite. Roadster-ul a fost singurul vehicul electric aflat în producție de serie capabil să circule pe autostradă (spre deosebire de prototipuri sau flote de vehicule aflate în evaluare) în America de Nord sau Europa. Tesla a produs peste 1,200 de automobile vândute în ce puțin 28 de țări până în iulie 2010. Tesla a început să producă modele cu volanul pe dreapta la începutul lui 2010 pentru Marea Britanie, Japonia, Hong Kong și Singapore.